# Robert Rauck
Robert Rauck (* 22. Januar 1869 in Untersteinbach; † 6. Mai 1964 in Gräfelfing) war ein deutscher Verwaltungsjurist und bayerischer Beamter.

## Leben
Robert Rauck trat nach dem Studium der Rechtswissenschaften in Würzburg und ab ca. 1888 in München in bayerische Staatsdienste. Ab 1910 war er Bezirksamtmann in Gunzenhausen. Ab 1920 war er Regierungsrat und ab 1929 Regierungsdirektor bei der Regierung von Oberbayern. Rauck war von 1. April 1933 bis 1. April 1934 vertretungsweise Regierungspräsident von Oberbayern und ging dann in den Ruhestand. Er lebte anschließend in Gstadt a.Chiemsee und ist 1964 bei einem Familienbesuch in Gräfelfing verstorben.